# 静岡県道235号菊川榛原線
静岡県道235号菊川榛原線（しずおかけんどう235ごう きくがわはいばらせん）は、静岡県菊川市から牧之原市静波を結ぶ一般県道である。

## 概要
起点である菊川市の堀之内交差点から静岡県道79号と重複し、同市和田より単独区間に入り、沢水加川沿いを経て牧之原台地を上がり、国道473号に合流後しばらく南下。東名高速道路の跨道橋を越えた八十原交差点（相良牧之原IC入口）を左（東）に折れ、静波に至る。

### 路線データ
- 起点：菊川市堀之内（静岡県道37号掛川浜岡線交点）
- 終点：牧之原市静波（国道150号交点）

## 通過自治体
- 静岡県
  - 菊川市 - 牧之原市

## 重複区間
- 静岡県道79号吉田大東線（起点から約2.4km）
- 国道473号（約3.8km）

## 沿線の施設他
- 菊川駅
- 東名高速道路相良牧之原インターチェンジ
- スズキ相良工場
- 静岡県立榛原高等学校